# Florian Krüger-Shantin
Florian Krüger-Shantin (* 1952 in Traunstein) ist ein deutscher Schauspieler, Autor, Regisseur und Synchronsprecher.

## Karriere
Krüger-Shantin lieh Schauspielern wie Dwight Schultz, Sean Bean, William H. Macy, Jonathan LaPaglia und vielen anderen seine Stimme. Er gehört zu den Gründungsmitgliedern des Interessenverbandes Synchronschauspieler (IVS).
Für Fernsehen und Kino schreibt er deutsche Dialogbücher und führt Dialogregie. Zudem ist er Autor von Drehbüchern, Theaterstücken und einem Musicallibretto (Paradise of pain, Musik Frank Nimsgern, Co-Autor Alan Cooper).
Krüger-Shantin spielte und inszenierte an Theatern in Halle, Frankfurt (Oder) und Berlin. Außerdem war er Mitglied des Rocktheaters „Die Gaukler“.
Krüger-Shantin ist verheiratet und lebt mit seiner Frau und zwei Töchtern in Berlin.

## Synchronrollen (Auswahl)
Filme
- 1989: Für Michael Dudikoff in River of Death – Fluß des Grauens als John Hamilton
- 1990: Für Michael Dudikoff in American Fighter 4 – Die Vernichtung als Joe Armstrong
- 1993: Für Jeff Chandler in David und König Saul als David
- 2001: Für William H. Macy in Jurassic Park III als Paul Kirby
- 2005: Für Lo Lieh in Im Todesnetz der gelben Spinne als Liu Shen
- 2006: Für Dana Andrews in Jahrmarkt der Liebe als Pat Gilbert
- 2006: Für Sean Bean in Silent Hill als Christopher da Silva
- 2012: Für Sean Bean in Silent Hill: Revelation als Harry Mason/Christopher da Silva
- 2013: Für Jay Huguley in 12 Years a Slave als Sheriff

Serien
- 1985: Für Xander Berkeley in Trio mit vier Fäusten als Taxifahrer
- 1990–1991: Für Dwight Schultz in Das A-Team als Capt. H.M. „Howling Mad“ Murdock (2. Synchro RTL)
- 1996–1998/2000–2002: Für Dwight Schultz in Star Trek: Raumschiff Voyager als Lt. Reginald Barclay
- 2000–2002: Für Jonathan LaPaglia in Seven Days – Das Tor zur Zeit als Lt. Frank Parker
- 2006: Für John Mariano in Desperate Housewives als Oliver Weston
- 2013–2020: Für Rick Hoffman in Suits als Louis Litt
- 2019: Für John Pyper-Ferguson in The Blacklist als Daniel Hutton